# Ulchi Freedom Guardian 2015
Ulchi Freedom Guardian 2015, Ulchi Freedom Guardian 15, auch UFG 2015 oder UFG 15 (2015 을지프리덤가디언) ist ein Manöver der südkoreanischen Streitkräften und des United States Combined Forces Command (CFC).
An dem Manöver nehmen 30.000 US-amerikanische und 50.000 südkoreanische Soldaten teil. Des Weiteren sind Soldaten folgender Nationen am Manöver beteiligt: Australien, Kanada, Kolumbien, Dänemark, Frankreich, Neuseeland und das Vereinigte Königreich. Die NNSC hat Beobachter entsandt. Obwohl das CFC betont, dass UFG seit Monaten geplant war und Teil der Ulchi-Freedom-Guardian-Serie ist, hat Nordkorea heftig gegen dieses Manöver protestiert. Die Militärübung sollte vom 17. bis zum 28. August 2015 dauern, wurde jedoch am 19. August unterbrochen.
Am 4. August wurden zwei südkoreanischer Soldaten durch Landminen in der entmilitarisierten Zone verstümmelt. Dies leite zu einer dramatischen Eskalation der Ereignisse. Eine Untersuchung des United Nations Command (UNC) fand heraus, dass Nordkorea Landminen entlang einer bekannten südkoreanischen Patrouillenroute verlegt hatte, was Pjöngjang jedoch bestritt. Seoul reagierte mit Lautsprecherpropaganda in der DMZ, die sie Jahre zuvor eigentlich eingestellt hatte. Als Reaktion reaktivierte auch der Norden seine Propagandasendungen.
Am 20. August tauschten die Länder dann Artilleriefeuer über die Grenze aus. Der Norden kündigte an, seine Truppen in Gefechtsbereitschaft zu versetzen. Der Norden drohte, militärische Maßnahmen zu ergreifen, sollte der Süden seine Sendungen nicht vor Ablauf der angesetzten 48-stündigen Frist einstellen. Die USA und Südkorea unternahmen den ungewöhnlichen Schritt, die UFG-Militärübung nach dem Artillerieaustausch vorübergehend zu stoppen.
Am 21. August erklärte David Shear, Assistant Secretary of Defense for Asian and Pacific Security Affairs, der Presse, dass das Manöver wieder aufgenommen werde.
Nach dreitägigen Verhandlungen kündigten Seoul und Pjöngjang ein Abkommen an, das den Ausdruck des Bedauerns enthielt, jedoch ohne direkte Entschuldigung aus dem Norden über den Landminenangriff. Seoul stimmte zu, seine Propagandasendungen zu stoppen, und die Nationen einigten sich darauf, den Dialog in der Zukunft fortzusetzen.